# François-Céléstin de Loynes-Barraud de la Coudraye
François-Céléstin de Loynes-Barraud, chevalier de la Coudraye (1743 i Poitou – 1815 i Sankt Petersborg) var en fransk adelsmand, fysiker, søofficer og navigationslærer.
Han var løjtnant og fysiker i den franske marine, 1789 deputeret for adelen i Poitou ved stænderforsamlingen. Han emigrerede under den franske revolution i 1792 og kom til København i 1794, hvor han blev ansat som lektor ved Søetaten. Efter 18 års ophold her drog han til Sankt Petersborg; der døde han 1815. 
I 1796 fik La Coudraye Videnskabernes Selskabs guldmedalje for værket Théories des vents et des ondes (Teorier om vinde og bølger), der i 1785 også havde udløst en pris fra akademiet i Dijon. To måneder efter tildelingen af guldmedaljen blev La Coudraye udnævnt til indenlandsk medlem af selskabet.
Han udgav nogle få afhandlinger samt Forelæsninger over at finde Længden til Søs (1802; 2. udg. 1806).